# Santa Lucía, Guanajuato
Santa Lucía är en ort i Mexiko.   Den ligger i kommunen Dolores Hidalgo och delstaten Guanajuato, i den centrala delen av landet, 260 km nordväst om huvudstaden Mexico City. Santa Lucía ligger 1 933 meter över havet och antalet invånare är 202.
Terrängen runt Santa Lucía är platt åt nordväst, men åt sydost är den kuperad. Runt Santa Lucía är det ganska tätbefolkat, med 96 invånare per kvadratkilometer. Närmaste större samhälle är Dolores Hidalgo, 8,7 km nordväst om Santa Lucía. Trakten runt Santa Lucía består i huvudsak av gräsmarker.